# Jászberényi Tanítóképző
A Jászberényi Tanítóképző (1975-től 2000-ig: Jászberényi Tanítóképző Főiskola) Jászberényben található felsőfokú oktatási intézmény, melyet 2000-ben a Szent István Egyetembe integráltak, 2016-tól az Eszterházy Károly Egyetem Jászberényi Campusaként működik.

## Története
A Jászberényi Magyar királyi Tanítóképző Intézet 1917-es megalapítását illetően Pinkert Zsigmond, az intézet első igazgatója így írt az 1917-18. évi Értesítőben az intézmény megalakulásáról: 
"Gróf Apponyi Albert mint vallás- és közoktatásügyi m. kir. miniszter népkultúránk magasra emelése érdekében egész sereg intézmény megvalósítására határozta el magát. A legnagyobb reménységgel a magyar tanítóképzésre szegezte figyelmét, mert erős meggyőződése, hogy a magyar tanítónemzedék fogja a jövőben is nemzeti létünk csorbítatlan fennmaradását megvédeni, biztosítani s az eljövendő nagy gazdasági versenyben a nép fiainak küzdelmét a kultúra célravezető eszközeivel diadalra juttatni. Tanítóképzésünknek egységes magyar nemzeti alapra való helyezése és népünk gazdasági erejének fokozása volt tehát az a két gondolat, mely a magas minisztérium elhatározását vezényelte, midőn a háború folyamán immár a 4. tanítóképző-intézetnek felállítását határozta el. Szerencsés módon találkozott e szándék dr. Czettler Jenő minisztériumi osztálytanácsosnak, a jásznép pártfogójának, valamint dr. Vavrik Endre Jászberény város polgármesterének az óhajával, akik szóbelileg kérelmezték a minisztériumot, hogy a létesítendő új tanítóképző-intézetet az alföldi magyarság szívében, Jászberényben állítsák fel."
Maga a gondolat Apponyi Albert szokásos évi látogatásai egyikén Bathó János pártelnök városházával szembeni lakásában vetődött fel. „Apponyi - aki több mint 50 éven át volt Jászberény képviselője - minden évben szeptember végén vagy október elején tartotta meg beszámolóját, és ez alkalommal őt 25-30 képviselő és 5-6 újságíró - közöttük többször nagy világlapok tudósítói is - elkísérték. [...] Apponyiról még meg kell említenem, hogy őt - a világviszonylatban is legkiválóbbak között emlegetett szónokot és közjogi tudóst - részletkérdések nem igen érdekelték. [...] Azonban e tekintetben nagyon jó! kiegészítette őt államtitkára, Tóth János. [...] Egy beszámoló alkalmával Tóth János is elkísérte, és Bathó pártelnök lakásán nagynéném, Bathóné előtt beszélgetés közben említést tett az államtitkár arról, hogy szeretné Jászberényben Apponyi nevét valami intézmény létesítésével maradandóvá tenni. Bathóné a Tanító Képző felállítását ajánlotta, melyet az államtitkár annál is inkább helyeselt, mert ilyen intézmény akkor Jász-Nagykun-Szolnok vármegyében nem volt. Megállapodtak azután, hogy erre vonatkozó beszélgetésüket titokban tartják. Az államtitkár a tervet egyelőre ugyanis nem akarta Apponyi tudomására hozni, hanem csak a már kész javaslatot akarta asztalára tenni, amikor már az intézmény létesítésére a minisztériumban mindent előkészített, és előterjesztését is kidolgozta. [...] Tóth János államtitkár ígéretét teljesen beváltotta, - pár hónap múlva kész törvényjavaslat volt az országgyűlés előtt a jászberényi Tanítóképző létesítésére."
A világháború éveiben az egyéb nehézségek elvonták a figyelmet, így csak azután folyhatott érdemi munka, a ma is álló épület is csak 1930-ra épülhetett fel.
- 1975-től főiskola címmel rendelkezik
- 2000-től a Szent István Egyetem része
- 2016-tól az Eszterházy Károly Egyetem Jászberényi Campusa néven működik.

## Képzések ma
Felsőoktatási szakképzés:
- Programtervező informatikus (fejlesztő)

Alapképzés:
- Tanító (BA)
- Óvodapedagógus (BA)
- Csecsemő- és kisgyermeknevelő (BA)
- Gyógypedagógus (BA)
- Közösségszervezés (BA)

Mesterképzés:
- Szociálpedagógia (MA)

Mindezek mellett egyéb továbbképzéseket is nyújt az intézmény.

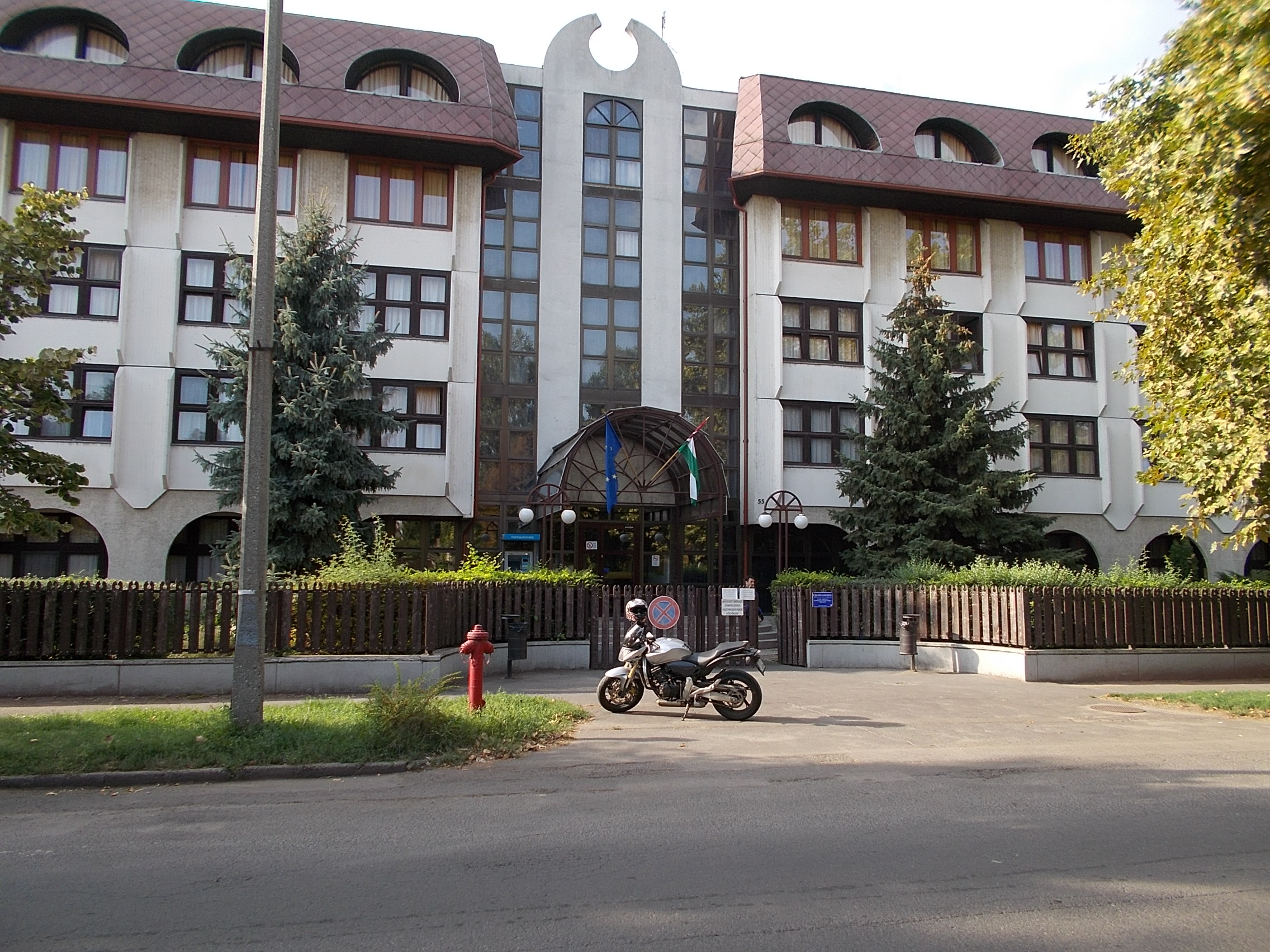
Az intézményhez tartozó Zirzen Janka Kollégium